# Statua di Aleksandr Andreevič Baranov
La statua di Aleksandr Andreevič Baranov (in inglese: Statue of Alexander Andreyevich Baranov) è un monumento dedicato al primo governatore degli insediamenti russi in America. L'opera venne inaugurata nel 1989 e si trovava al centro di Sitka, in Alaska, fino al 2020, quando venne rimossa dalle autorità a causa della pressione crescente da parte del movimento politico e sociale contro il razzismo Black Lives Matter. In seguito la statua venne trasferita nel museo cittadino il 29 settembre del 2020.

## Storia
Come capo della compagnia russo-americana, Aleksandr Baranov fondò l'insediamento e base commerciale di Nuova Arcangelo (Novo-Archangel'sk), che venne ribattezzato "Sitka" dopo l'acquisto dell'Alaska da parte degli Stati Uniti. Il monumento al fondatore russo della città venne scolpito da Joan Bugbee-Jackson e venne inaugurato nel 1989. Si trattava di un dono alla città da parte di Lloyd e Barbara Hames. Fin dalla sua installazione, tuttavia, il memoriale era divenuto oggetto di atti vandalici e controversie. Per esempio, in un'occasione il naso della statua venne spezzato e in seguito il volto intero venne danneggiato. Il motivo degli attacchi risiede nel fatto che alcuni residenti di Sitka ritenevano che Baranov fosse un "colonizzatore spietato" che schiavizzava o sfruttava i nativi locali, e che il suo monumento non commemorasse la storia della fondazione della città, ma piuttosto richiamasse il trauma dei tempi della colonizzazione russa.
Nel 2020, spinto dai cittadini insoddisfatti, il consiglio comunale decise che il memoriale sarebbe stato rimosso a breve e spostato nel museo della città. La Fondazione Art Russe, che si occupa di arte russa, rispose a ciò cercando di acquistare il monumento per spostarlo nel museo artico di San Pietroburgo, ma la scultura finì nel museo di storia locale il 29 settembre.